# Коннафис, Петрос
Петрос Коннафис (греч. Πέτρος Κονναφής; род. 28 августа 1979, Никосия) — кипрский футболист, выступавший на позиции защитника.

## Биография
Коннафис выступал за свою карьеру за команды «Омония» (Никосия), «Анортосис» и «Аполлон» (Лимасол) из кипрского чемпионата, а также за бельгийский «Гент». В 1999 году Коннафис был близок к переходу в салоникский «Арис», однако «Омония» заблокировала его переход. Сложные отношения с этим клубом привели к переходу Коннафиса в 2002 году в «Анортосис». В 2009 году Коннафис некоторое время провёл на сборах с никосийским «Олимпиакосом», однако так и не провёл ни одной встречи, несмотря на заключение контракта. За сборную Кипра сыграл 25 встреч с 2000 по 2003 годы, хотя был в заявке сборной и в 2007 году в отборе на Евро-2008. В настоящее время — футбольный агент.